# Nationaal Militair Museum
Het Nationaal Militair Museum (NMM) is een Nederlands museum in Soesterberg dat aandacht besteedt aan de betekenis van de Nederlandse krijgsmacht, met extra aandacht voor de collecties van land- en luchtmacht. Deze collecties zijn afkomstig van het Legermuseum in Delft en het Militaire Luchtvaartmuseum in Soesterberg, die in het NMM zijn samengevoegd. Het museum is qua expositieruimte het grootste museumgebouw van Nederland.
Het NMM is ondergebracht in de Stichting Koninklijke Defensiemusea (SKD).

## Geschiedenis
Rond 2000 bleek dat zowel de expositiemogelijkheden als de condities van de depots voor de collecties van het Legermuseum in Delft en die van het Militaire Luchtvaart Museum in Soesterberg ontoereikend waren. In 2001 ontstond het plan voor een nieuw gezamenlijk museum op het terrein van de Bernhardkazerne in Amersfoort. Hiertoe werd op 13 februari 2003 parlementaire instemming verkregen. Nadat in 2003 bleek dat de Vliegbasis Soesterberg ten gevolge van een bezuinigingsoperatie bij Defensie zou sluiten, werd alsnog gekozen voor deze locatie.
In juli 2006 deelde de Staatssecretaris van Defensie aan de Kamer mee, dat de collecties van Legermuseum en Militaire Luchtvaart Museum naar Soesterberg zouden gaan. Het nieuwe museum zou niet alleen aandacht voor landmacht en luchtmacht hebben, maar ook een beeld van de gehele krijgsmacht geven. Gelijktijdig werd meegedeeld dat het nieuwe museum samen met het Marinemuseum in Den Helder, het Mariniersmuseum in Rotterdam, het Marechausseemuseum in Buren en Museum Bronbeek in een gezamenlijke stichting zouden worden ondergebracht. Op 1 juli 2014 werd de Koninklijke Stichting Defensiemusea (thans Stichting Koninklijke Defensiemusea) opgericht, waar Museum Bronbeek vooralsnog geen deel van uitmaakte.
Op 1 september 2010 startte de aanbestedingsprocedure voor het nieuwe museum in Soesterberg. Op 8 mei 2012 werd door Defensie met aannemer Heijmans een Design, Build, Finance, Maintain & Operate-constructie gesloten voor de duur van 25 jaar. In januari 2013 werd begonnen met de voorbereidingen voor de bouw. Het Legermuseum is gesloten op 6 januari 2013 en het Militaire Luchtvaartmuseum op 30 juni. 2013
Het museum is op 11 december 2014 geopend door koning Willem-Alexander; voor het publiek ging het museum voor het eerst open op 13 december 2014.

## Collectie
De collectie van het NMM omvat circa 400.000 objecten uit de Rijkscollectie, vanaf pijlpunten uit het stenen tijdperk, via zwaarden en harnassen uit de middeleeuwen tot de huidige wapensystemen van de Nederlandse krijgsmacht aan toe. Er zijn vliegtuigen, kanonnen en tanks, waaronder zeven verschillende straaljagers in een 'dogfight', een Leopard 1V- en 2-gevechtstank, en een M270 Multiple Launch Rocket System (MLRS).
Een topstuk in de collectie is de door Werner von Braun ontworpen V2, de raket waarmee de Duitsers aan het eind van de Tweede Wereldoorlog vanuit Nederland in Engeland en België dood en verderf zaaiden. Het was de eerste operationele ballistische raket.

## Terrein en gebouw
Het museum staat op een terrein van 45 ha op de voormalige luchtmachtbasis Soesterberg aan de Verlengde Paltzerweg. Behalve het nieuwe hoofdgebouw is er ook een groot depotgebouw gerealiseerd, zijn er diverse andere gebouwen, een arena, en diverse museumobjecten in het buitenterrein, waaronder het oudste luchtvaartgebouw van Nederland ('Gebouw 45'). Ook het reeds bestaande herdenkingsplein van de Koninklijke Luchtmacht is ingepast.
Het gebouw is ontworpen door architect Dick van Wageningen, in samenwerking met H+N+S Landschapsarchitecten, Kossmann.dejong en Heijmans en is gebouwd door het staalbouwbedrijf Oostingh Staalbouw te Katwijk. Het gebouw bestaat in wezen uit een grote platte doos met een volledig glazen pui van dertien meter hoog afgedekt door een overstekend dak van 110 bij 250 meter op een metalen vakwerkconstructie. Op het dak staan 3.240 zonnepanelen, die jaarlijks circa 750.000 kWh leveren, goed voor ongeveer 25% van de totale energiebehoefte. Een gedeelte van het interieur wordt gebruikt voor een soort 'zwarte doos' van twee verdiepingen met diverse tentoonstellingszalen (waaronder 'de Schatkamer'), workshopruimten en dergelijke, alsmede voor de entree en kantoren. De rest van de binnenruimte ('het Arsenaal') dient voor het exposeren van vliegtuigen, tanks en allerlei andere objecten.
In de pers werd het ontwerp van het museum positief beoordeeld, waarbij onder meer een vergelijking werd gemaakt met de neue Nationalgalerie in Berlijn van 1970 naar een ontwerp van Mies van der Rohe, met dien verstande dat het concept in Soest wèl zou werken. In 2016 werd de Nationale Staalprijs voor utiliteitsbouw toegekend.

## Trivia
- Op 11 november 2023 werd een speciale dag (Meet and Greet F-16 Orange Jumper) georganiseerd vanwege de overdracht van het experimentele testvliegtuig de F-16B J-066 Orange Jumper. De dag bestond uit lezingen over de Orange Jumper en het presenteren van het boek Goodbye F-16 van de auteur Dick van Wageningen, die tevens architect is van het NMM. Ook kon de tijdelijke tentoonstelling "F-16: 50 jaar Fast Forward" worden bezocht, die te zien was tot 7 januari 2024.

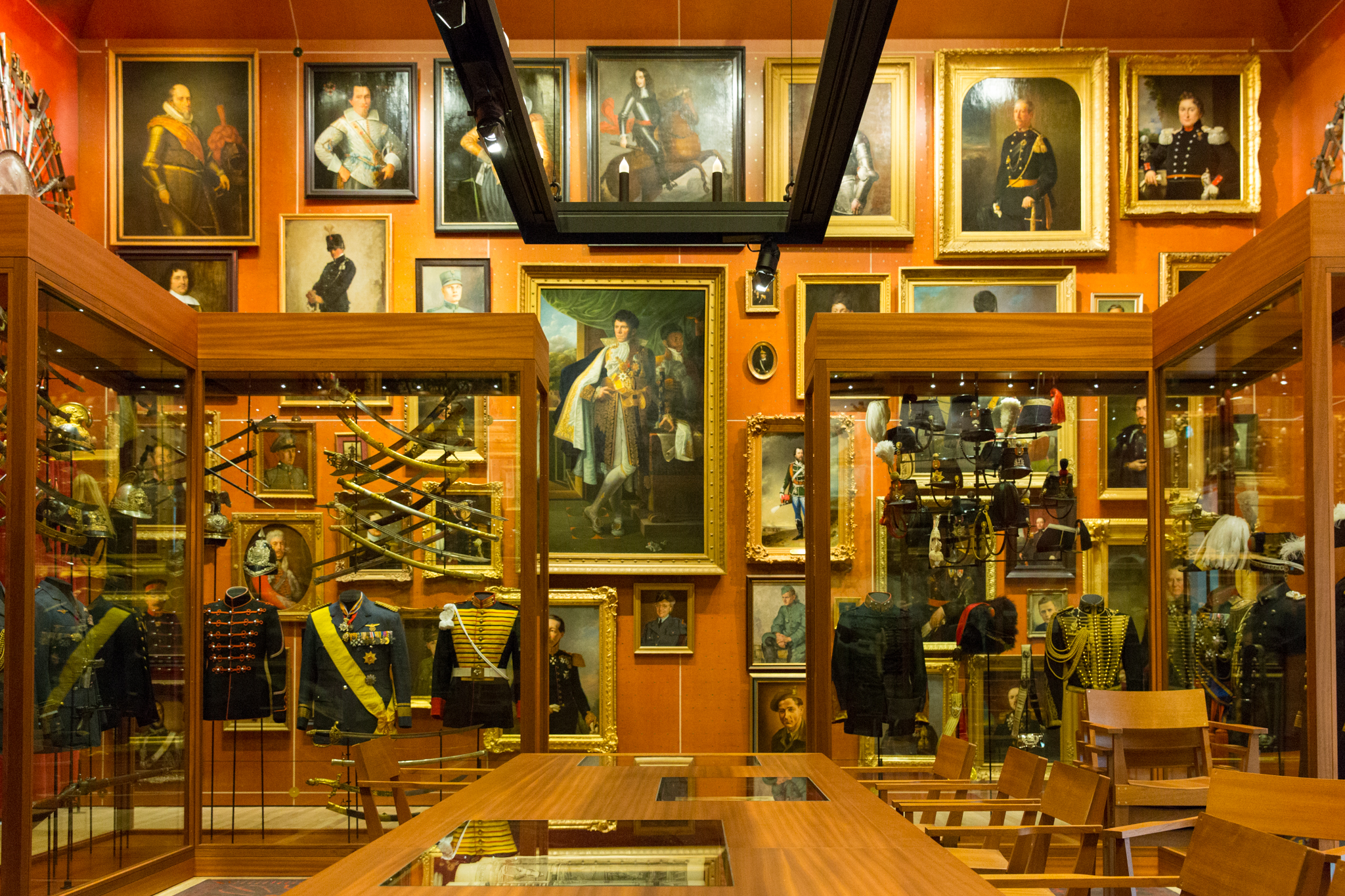
Schilderijenwand Schatkamer
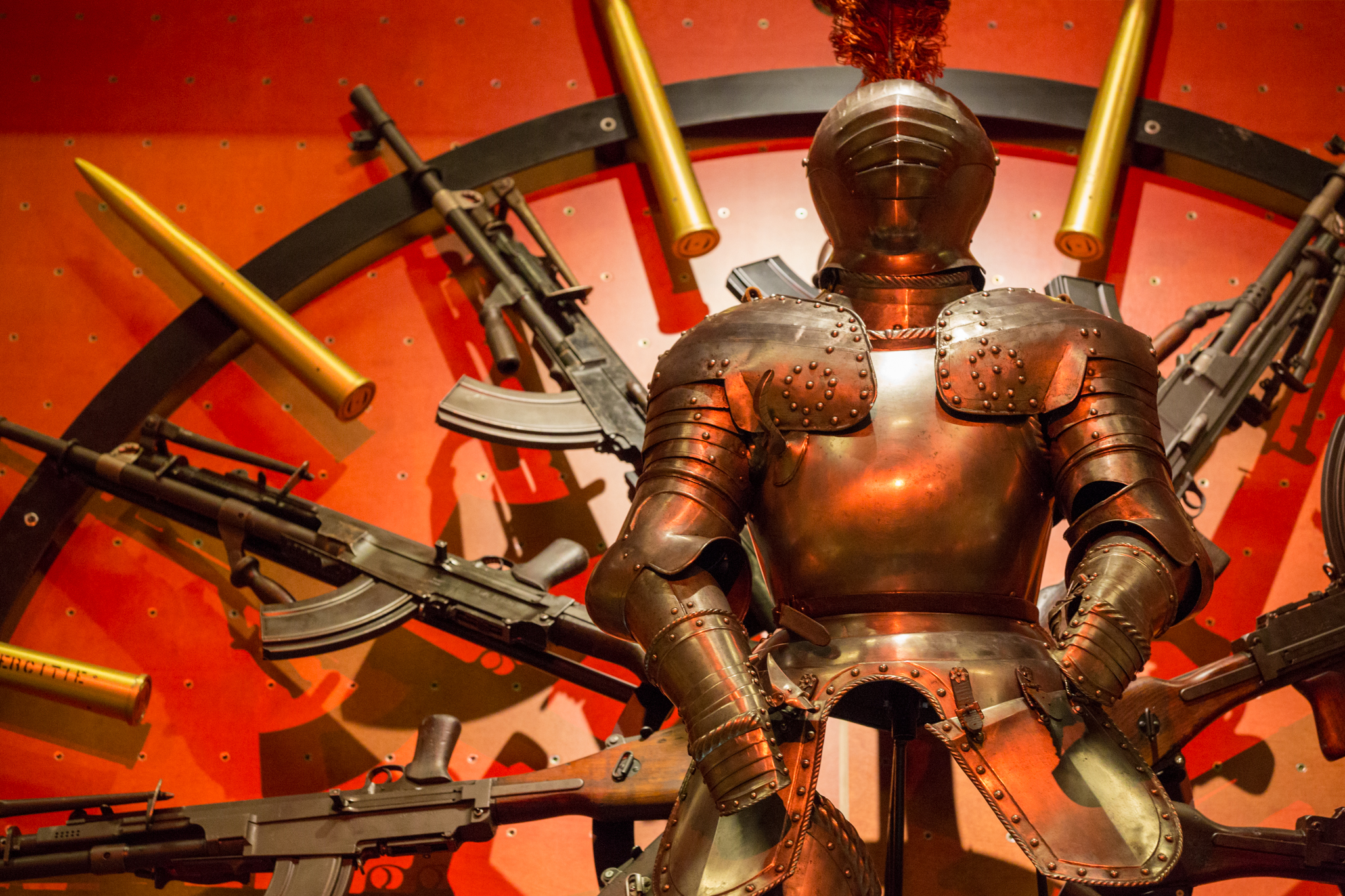
Harnas in Schatkamer
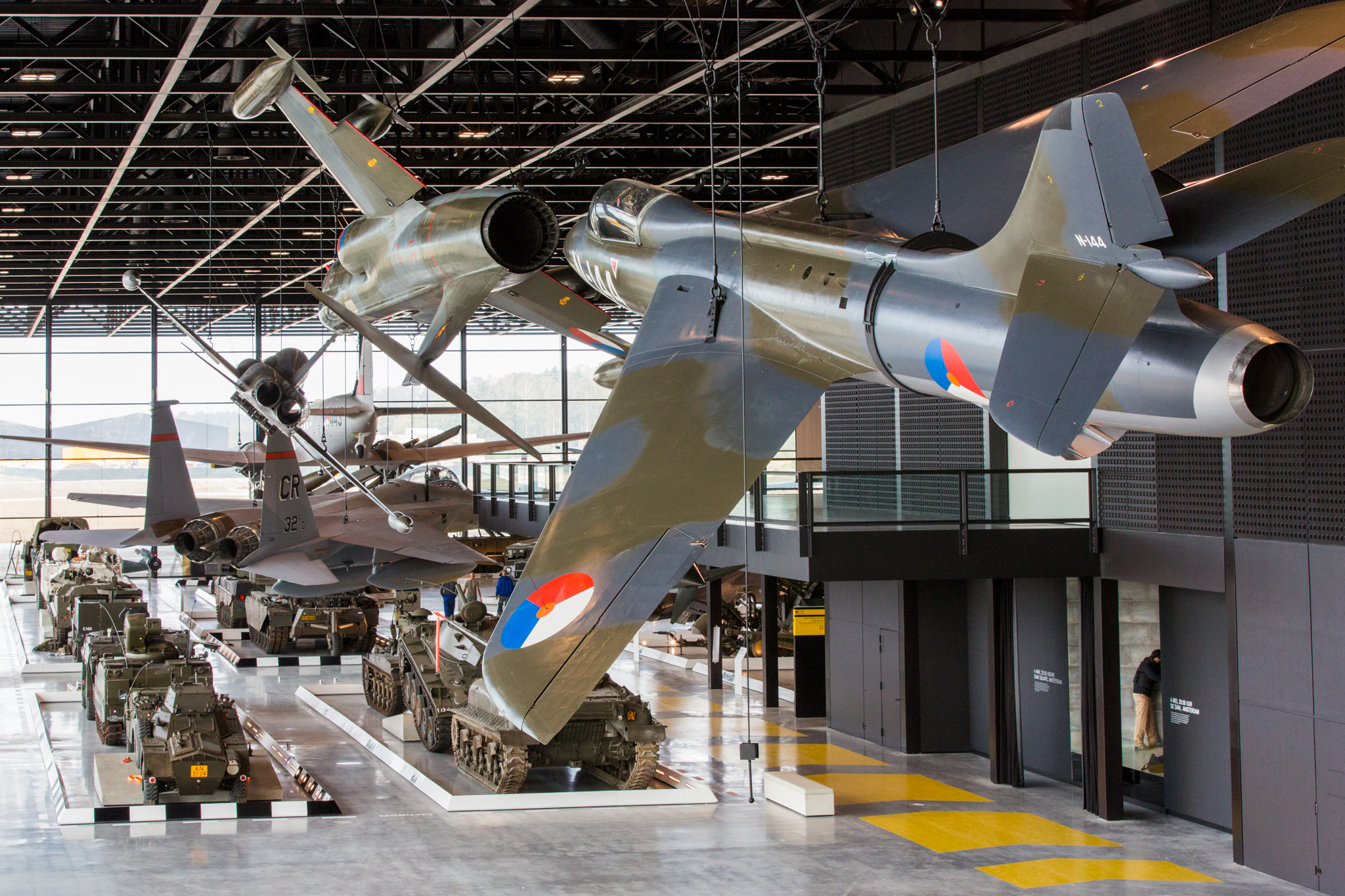
Dogfight in het Arsenaal
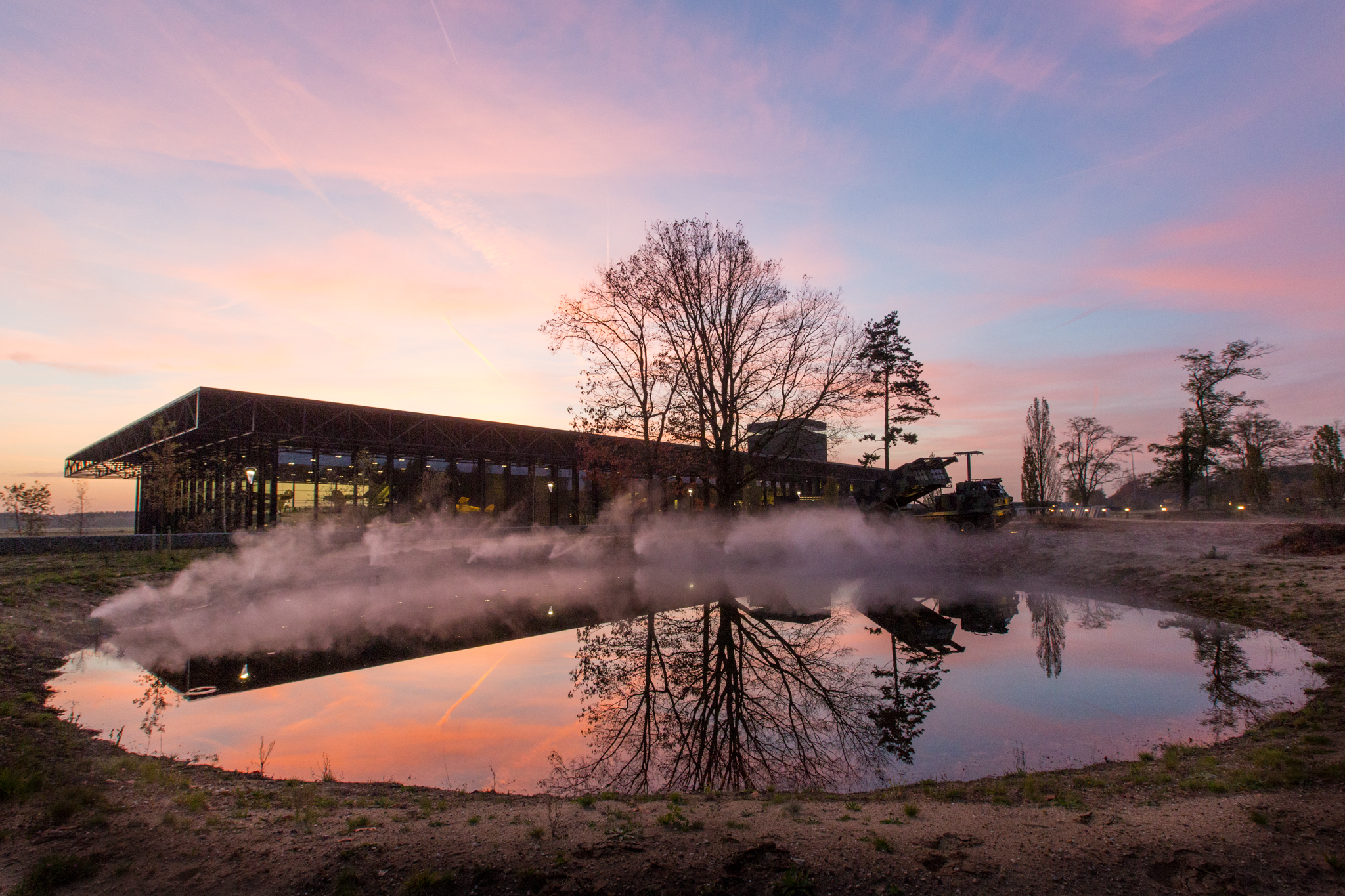
NMM in nevel gehuld
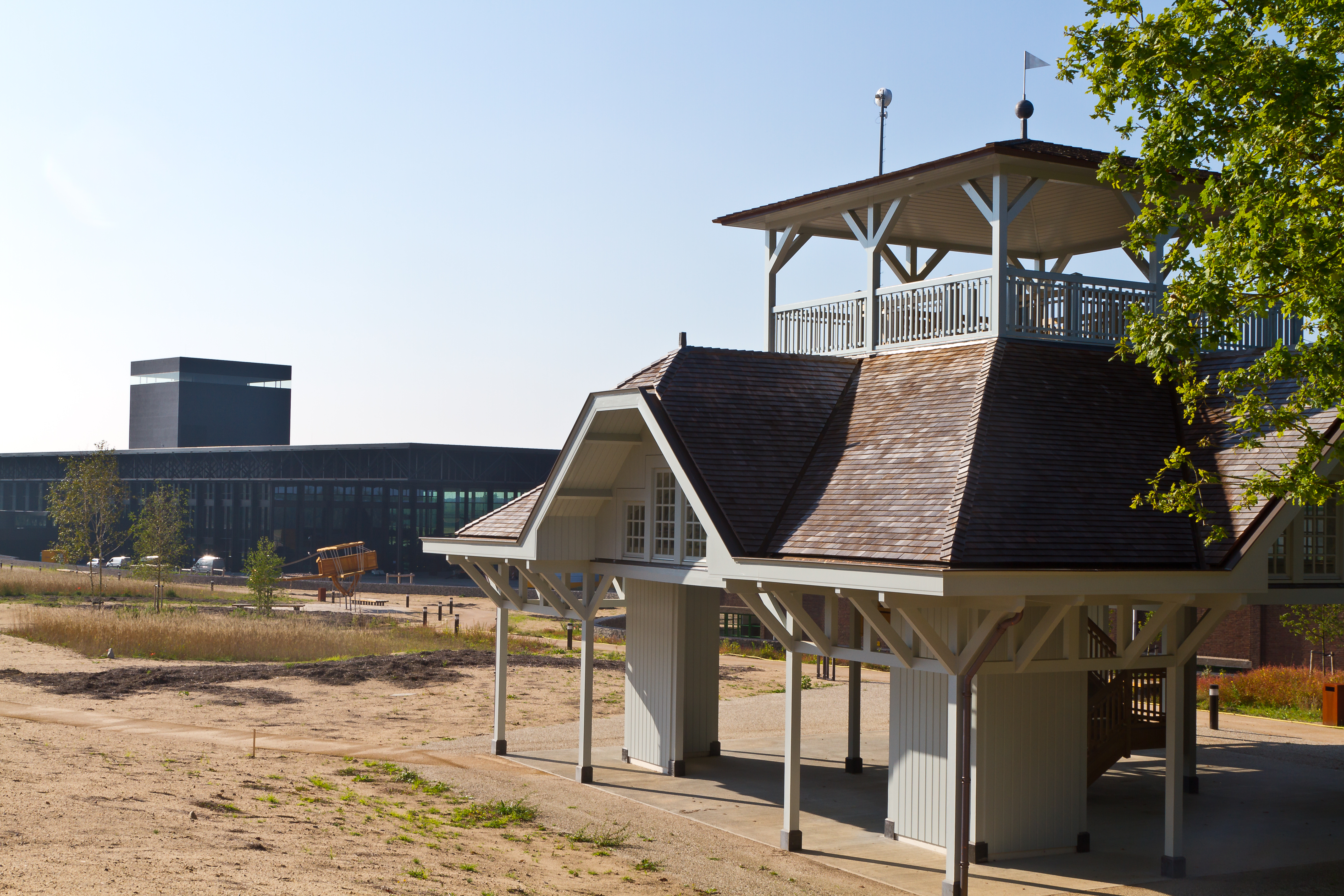
Gebouw 45 is het oudste luchtvaartgebouw van Nederland

- Gemeinsame Normdatei: 1066326738
- Library of Congress Control Number: no2015036711
- Nationale Bibliotheek van Tsjechië: ko20191041121
- Virtual International Authority File: 313472277